# Serpiente de gas
«Serpiente de gas» es una canción compuesta por el músico argentino Luis Alberto Spinetta e interpretada con Fito Páez en el álbum doble conjunto La la la de 1986, 20º álbum en el que tiene participación decisiva Spinetta y tercero de la carrera de Páez. El álbum fue calificado por la revista Rolling Stone y la cadena MTV como #61 entre los cien mejores discos de la historia del rock nacional argentino.
Interpretado por Luis Alberto Spinetta (primera voz y guitarra eléctrica), Fito Páez (teclados) y Pino Marrone (solo de guitarra eléctrica). 

## Contexto
El álbum La la la fue el resultado de la colaboración musical de dos figuras máximas del rock nacional argentino, Luis Alberto Spinetta y Fito Páez. En el momento de la grabación Spinetta tenía 36 años y era una figura consagrada con diecinueve álbumes grabados, en tanto que Páez tenía 23 años y recién comenzaba a ser una estrella con dos álbumes grabados.
La colaboración de dos figuras máximas para sacar un álbum conjunto, como hicieron Spinetta y Páez en 1986, fue un hecho inusual en el rock nacional argentino. Argentina transitaba el tercer año de democracia luego de la caída de la última dictadura. En ese contexto democrático el rock nacional, que había aparecido en los años finales de la década de 1960, se estaba masificando y desarrollaba nuevas sonoridades, a la vez que ingresaba una nueva generación.
La asociación entre Spinetta y Páez canalizó precisamente ese encuentro entre la generación que fundó el rock nacional y la segunda generación marcada por la Guerra de Malvinas (1982) y la recuperación de la democracia (1983).

## El tema
El tema es el noveno track del Disco 1 (cuarto del lado B) del álbum doble La la la. La letra  habla de una serpiente de gas -definida también como "costura del sur"- que salva los ojos del narrador:

Serpiente de gas
costura del sur
tu cuerpo giró
en la oscuridad
salvando mis ojos
y la canción que se extiende
hacia el mar.
"Serpiente de gas" (estribillo)

Spinetta explica en el libro de Eduardo Berti Spinetta: crónica e iluminaciones que la canción se relaciona con sus lecturas de Michel Foucault, que había iniciado el año anterior, en especial de los libros Vigilar y castigar e Historia de la sexualidad: Varios de los temas incluidos en el álbum están inspirados en esas lecturas.

Yo creo que estos tipos (como Foucault) nos enseñan como tener un grado de rebeldía inteligente... Estos escritores lo que provocan es un mecanismo de rebeldía que es como un motor. De lo que creíamos que era verdadero, de lo que nos enseñaron, ahora aprendemos a cuestionarnos todo, a invalidar muchas cosas.
Luis Alberto Spinetta

Siguiendo los cuestionamientos de Foucault sobre las instituciones educativas, Spinetta dice en la canción que hay que "dislocar el sentido de la enseñanza":

Hay que dislocar
el sentido de la enseñanza
no hay ningún dolor
que vivieran nuestros maestros
"Serpiente de gas" (fragmento)

Berti en el libro citado le pregunta cómo haría para "dislocar el sentido de la enseñanza" y qué sentido le daría y Spinetta responde:

Bueno, no puedo proveer esa otra idea. Me basta con decir que habría que cambiar eso. Foucault también actúa así en sus escritos, ¿no?. Se limita a decir lo que realmente funciona de modo contradictorio, en vez de decir lo que habría que hacer en su lugar.
Luis Alberto Spinetta

En otra estrofa cuestiona la tendencia autodestructiva del racionalismo y lo considera obsoleto:

...sólo la razón nos propone
autodestruirnos
sólo la razón
viejo rostro de fin de siglo.
"Serpiente de gas" (fragmento)

La figura zoológica del título "serpiente de gas" tiene un significado hermético. En el libro Martropía: conversaciones con Spinetta, el músico explica en detalle cómo recurría habitualmente a los animales en las letras de sus canciones para referirse a la depredación entre los seres humanos:

En los animales la presa y el depredador se unen en una danza sin culpa, sin cargo, y en ese caso está todo perdonado.
Luis Alberto Spinetta

Spinetta ya había utilizado la figura de la serpiente en el título de otra canción, "Serpiente (viaja por la sal)", grabada con Pescado Rabioso en el álbum Desatormentándonos (1972). Con respecto al signo de la serpiente, Spinetta se mostraba interesado en el horóscopo chino y pocos años después, Ludovica Squirru, la principal especialista de Argentina sobre esa materia, le dedicaría a Luis Alberto "y su divino zoo", un ejemplar del Horóscopo Chino 1993: Predicciones 1993 basadas en el I Ching.
Musicalmente el tema está construido sobre una sucesión de acordes disonantes iniciados en mi menor (mi menor, sol mayor, si menor, si bemol menor, la menor), para iniciar el estribillo en la séptima menor.
El tema incluye un notable solo de guitarra eléctrica de Pino Marrone, brillante guitarrista que en los años '70 que se había destacado como guitarrista de la banda Crucis, pero que al tomar el poder la dictadura militar en 1976 emigró a Estados Unidos donde se dedicó a la enseñanza y al jazz.

## Métrica
La canción está compuesta en compás de 5/8, al igual que otra canción destacada de Spinetta, "Ludmila".[cita requerida]